# Dendrochilum integrilabium
Dendrochilum integrilabium är en orkidéart som beskrevs av Cedric Errol Carr. Dendrochilum integrilabium ingår i släktet Dendrochilum och familjen orkidéer. Inga underarter finns listade i Catalogue of Life.